# 교차사격

교차사격 묘사

교차사격(交叉射擊), 또는 십자포화(十字砲火, crossfire)란 대개 돌격소총이나 기관단총 등의 자동화기 화선이 교차하도록 배치하는 것이다.
제 1차 세계 대전 당시 만들어진 군사 용어이며 지뢰, 저격수, 유자철선, 항공지원을 조합한 교차사격은 20세기 초 격파하기 힘든 전술이었다.